# アグスティン・バリオス

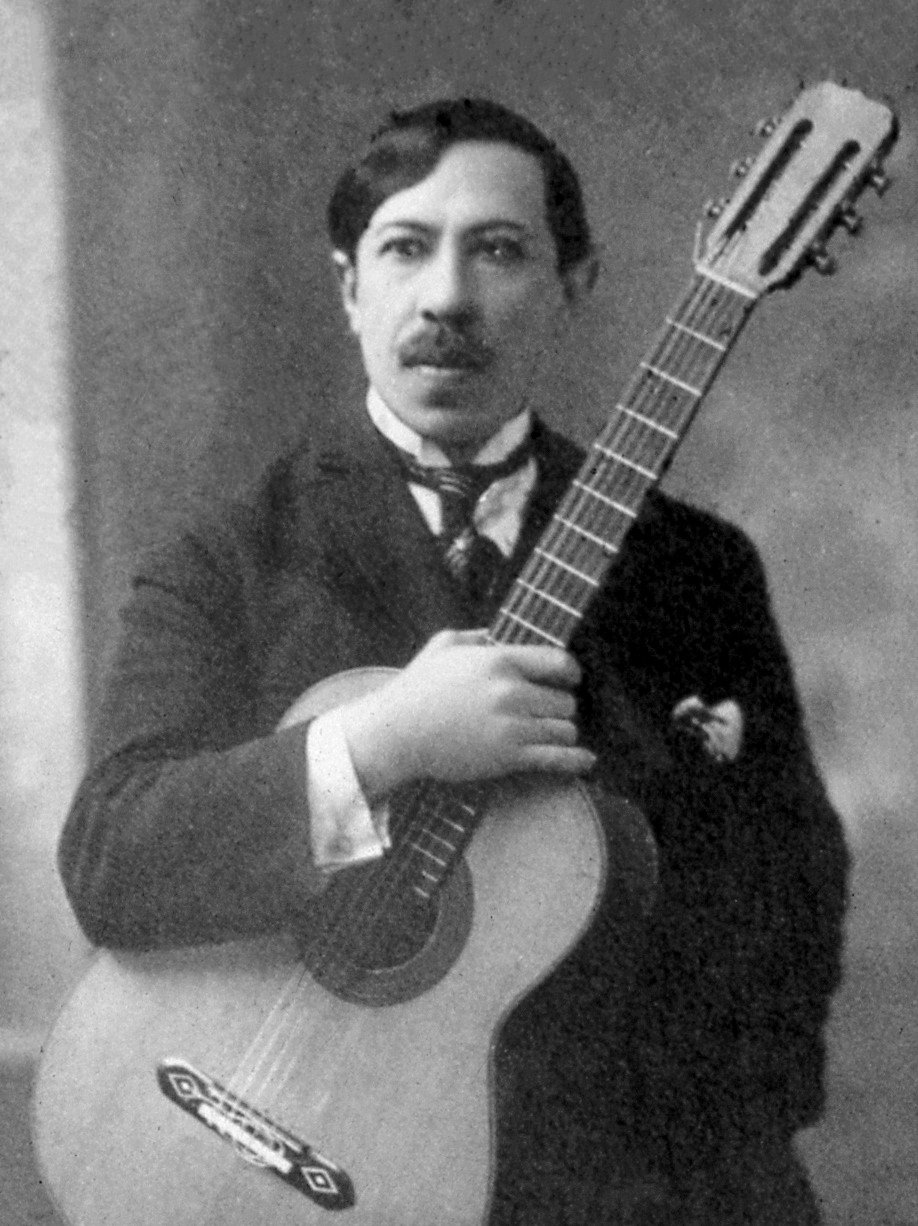
1922年撮影

アグスティン・ピオ・バリオス（スペイン語: Agustín Pío Barrios, 1885年5月5日 サン・ファン・バウティスタ・デ・ラス・ミシオーネスに生まれる - 1944年8月7日 サンサルバドル没）は、パラグアイのギタリスト・作曲家・詩人である。アグスティン・バリオス＝マンゴレ（スペイン語: Agustín Barrios Mangoré）とも呼ばれる。
パラグアイの5万グアラニー紙幣に肖像が使用されている。

## 生涯

### 生い立ち
少年時代から音楽と文学に熱中する。バリオスはグアラニー語とスペイン語の二つを話したが、さらに3つの言語（フランス語、英語、ドイツ語）を読むことが出来た。バリオス少年が音楽に目覚めたきっかけは、ポルカやバルスを含むパラグアイのフォルクローレであった。十代にならないうちから楽器に興味を持つようになり、とりわけギターを好んだ。
1898年にバリオスは、グスターボ・ソーサ・エスカラダによって公式にクラシック・ギターの音楽に開眼する。その頃バリオスはすでにいくつかギター曲を創っており、旧師のアリアスが作曲した《 La Chinita 》や《 La Perezosa 》といった曲も弾いていた。新たな教師ソーサ・エスカラダに影響されて、ソルやアグアド、ビナス、タルレガの作品を研究し、演奏するようになった。ソーサ・エスカラダは、この新しい弟子に感銘を受け、バリオスの両親に、息子をアスンシオンに行かせて音楽教育を続けさせるように説き伏せた。
1901年にアスンシオンに行くと、13歳にして、奨学金を得てアスンシオン国立大学音楽学部に通い、パラグアイの歴史上で最も若い大学生となった。大学での音楽の学習を別にすると、数学やジャーナリズム、文学の分野でも教員から称賛を浴びた。1905年ごろになると真剣に作曲活動に取り掛かったのだが、この頃にはすでに大方のギター奏者の演奏技巧や演奏能力を上回るようになっていた。

### 演奏活動
1906年に21歳で大学を卒業すると、首都アスンシオンで本格的な演奏活動に入り、その後は音楽活動と詩作に生涯を捧げることとなる。バリオスは、実演や録音を通じて、驚異的な演奏力で名を馳せた。1910年にはアルゼンチンやウルグアイでもしばしば演奏し、1916年にはブラジルに赴いてこの地で15年ほど生活することになる。その間に、自作の演奏によってエイトル・ヴィラ＝ロボスを驚嘆させた。
しかし、旅を愛するロマンティックな流浪の詩人でもあったためか、1931年にはブラジルを離れて諸国を転々とするようになり、同年のベネズエラ公演では、興行主の依頼に応じて鳥の羽根で頭を飾り、パラグアイの伝統的な民族衣裳を身に着けて舞台に上がった。数年間「ニツガ・マンゴレ（Nitsuga Mangoré）」との偽名を名乗ったこともある。 Nitsuga とはすなわち Agustin の逆綴りであり、Mangoré とはパラグアイにいた伝説の大酋長の名前のことである。グアラニー族の血を享けたことを誇りとしたからであった。
大方散逸したとはいえ、バリオスは300曲以上のギター伴奏歌曲を作曲し、それらの歌詞もバリオスが手ずから書き上げている。頻繁な南米旅行を通じて幾多の友情にも恵まれ、友人や支持者に自作の詩を手書きで与えていたことは有名だった。そのためにバリオスの詩作品は、中南米（ラテンアメリカ）各地やアメリカ合衆国で、異なる版が出回る結果となっている。
その後も中南米の多くの国で演奏活動を続け、1934年から1936年にはヨーロッパを訪問して名声を博した。晩年は中米のエルサルバドルの音楽院でギター科教授を勤めている。

### 最期
1944年に、心臓病のためエルサルバドルに客死し、サンサルバドルのロス・イジュストレス墓地に埋葬された。59歳であった。パラグアイでは、バリオスは今なお尊敬されており、すべての時代を通じて最も偉大な音楽家の一人と見られている。

## 作曲
バリオスは20世紀の音楽家であったが、その作品は後期ロマン主義音楽の特徴が見受けられる。作品の多くは、中南米の民俗音楽に感化されている。超絶技巧を要する作品も非常に多い。
バリオスの作品は、3つの根本的なカテゴリーに分けることができる。国民楽派、パスティーシュ、宗教性である。中米や南米の民謡を模倣した楽曲を創り出すことによってバリオスは母国の音楽伝統や民衆に敬意を払っている。バロック音楽やロマン派音楽の時代様式と作曲技法を模倣することは、バリオスの職人芸の一端であり、《大聖堂（La Catedral）》（1921年）はバッハの摸作と看做し得る。この《大聖堂》は、バリオスの宗教体験に触発されており、したがって宗教的な楽曲に分類してもよい。信仰心や宗教体験は、バリオスの作曲過程においても重要な役割を担っている。「最後のトレモロ」という通称で知られる《神様のお慈悲に免じてお恵みを（Una Limosna por el Amor de Dios）》は、信仰心に触発されたもう一つの例である。バリオス作品を分析してこれら3つのカテゴリーに分けることは、ギター音楽愛好家にとって、作曲者の音楽的な意図を理解する手引きになるであろう。

### 作品（評価と受容）
バリオスの作品をクラシック・ギターの最もすぐれた楽曲として擁護した先駆者は、分けてもジョン・ウィリアムスであった。ウィリアムズは、1953年にアリリオ・ディオスにバリオスのパラグアイ舞曲やショーロを教えられてから、バリオスに傾倒するようになったという。曰く、「バリオスは、ギタリスト兼作曲家として、評判はどうあれ、たくさんの中の最高の一人である。その音楽は、大半が巧みに構成され、大半が詩的であり、大半が何かしらの美点を含んでいる。しかもこれらの大半は、時代を超越しているという見方ができるのだ。
バッハに触発された《大聖堂》は、バリオスの作品中では最も印象深いとしばしば評され、アンドレス・セゴビアさえも称賛を惜しまなかった。とはいえセゴビアはバリオスの作品を過小評価しており、バリオスが死後に作曲家ならびに演奏家として非難を受けたのも、「ギターの神様」と見做されたセゴビアが手回ししたためだと伝えられる。皮肉にも、ジョン・ウィリアムスはセゴビア最後の高弟の一人であった。
メキシコ在住のペルーのギタリスト、ヘスス・ベニーテス＝レジェスは1974年にバリオスを再発見し、バリオス研究家から「マンゴレ最後の使徒」と見做されてきた。ベニーテス演奏によるバリオス作品集の2枚組CDは、2007年にメキシコと日本でだけ頒布された（また、全音楽譜出版社より、ベニーテス編纂による全4巻のバリオス作品集も出版されている）。この録音は、バリオス研究家によると、ジョン・ウィリアムスの解釈よりも繊細ですぐれているという。
バリオス作品を録音している演奏家は世界中におり、シラ・ゴドイやデイヴィッド・ラッセル、シャロン・イスビン、ベルタ・ロハス、アベル・カルリェバロ、カルルシュ・バルボサ＝リマ、エドゥアルド・フェルナンデス、セザール・アマロ、ローリンド・アルメイダ、アンティゴニ・ ゴーニ、ヤコヴォス・コラニアン、ヴルフィン・リースケ、アンヘル・ロメロ、エンノ・フォールホルスト、李潔、福田進一、村治佳織、鈴木大介、木村大らの名が揚げられる。
バリオスは、ちょうどラフマニノフと同じく、並外れて大きな手をもつ演奏家であった。このためその作品は、技巧的に難度が高い箇所だけでなく、一般的には不可能な運指が左手に要求された箇所も散見される。このような場合は、かなり長い指を持った演奏者でさえも苦戦を味わうことが多い。

## 参考資料

### 音源
- Agustin Barrios The Complete Guitar Recordings 1913-1942. （バリオス本人がアトランタ、アルティガス、オデオンといったレーベルに残した公式録音や、自宅で録音したプライベート音源を復刻したCD。3枚組。）

### 評伝
- Six Silver Moonbeams: The Life and Times of Agustin Barrios Mangore, Richard D. Stover
- Mangoré: Vida y Obra de Agustín Barrios, Sila Godoy, Luis Szarán, Editorial Don Bosco/ Ñanduti Vive. Asunción, Paraguay.
- Dos almas musicales: Agustín Pío Barrios y José del Rosario Diarte, Nicolás T. Riveros, Asunción, Paraguay

### 映画
- Mangoré （バリオスの伝記映画。監督・脚本はルイス・R・ベラ。2015年に公開。日本では『伝説のギタリスト「マンゴレ」愛と芸術の果てに』との邦題で2017年8月より上映会が開催されている。）

### 音源
- Agustín Barrios interpreta La Catedral (1928)（《大聖堂》の自作自演より抜粋）
- Jared Walker plays "La Catedral" by Agustin Barrios（大聖堂）
- Xuefei Yang plays Sueño en la Floresta (rehearsal in Turkey)（森に夢見る）
- A.Barrios-Mangore"Una Limosna por el amor de Dios" live（最後のトレモロ）